# Petita Palma
Petita Palma Piñeiros (Carondelet, San Lorenzo, 4 de marzo de 1927) es una cantante y gestora cultural ecuatoriana de música esmeraldeña y el folclor afro, considerada como una de las propulsoras de la marimba esmeraldeña y la música afroesmeraldeña ancestral. Ha dado un reconocimiento a la cultura negra en el ámbito internacional, sus tradiciones son ejemplo para otras organizaciones folklóricas propias de la casa de Palma, donde se guardan antiguas fotos acerca del inicio de la marimba en la ciudad.

## Infancia y juventud
Nació en la provincia de Esmeraldas, por esta razón vivió rodeada de la naturaleza y el campo. Su madre, Tomasa Piñeiros, fue cantante y su padre, Juan Gregorio Palma, tocaba y conocía de la marimba esmeraldeña. Creció junto a las historias de sus abuelos afrodescendientes, por lo que decidió preservar sus raíces  y tradiciones convirtiéndose en “La negra Marimbera”.
La cantante se crio en la parroquia rural de Borbón del cantón Eloy Alfaro junto a sus abuelos y padres dentro de un entorno humilde y modesto. Uno de sus abuelos quien poseía raíces colombianas se dedicaba a la fabricación de marimbas y a la composición de música propia. El abuelo de Petita se convirtió en una fuente de inspiración, pues al vivir día a día junto a él aprendió y conoció acerca de su cultura y raíces. Nunca se sintió avergonzada de pertenecer a la raza negra y con el tiempo desarrolló habilidades para tocar instrumentos musicales artesanales como la marimba, el bombo, el cununo y el guasá. 
A lo largo de su vida, Petita se ha desenvuelto en un entorno de bajos recursos económicos,sin embargo, cuando empezó a cantar no pensó en esta actividad como un negocio con fines de lucro. Se dedicaba a cantar en las Palmas con su grupo musical y sus hijos para los turistas mientras caminaban largas horas a lo largo de las playas ecuatorianas.
Aprendió sobre la poesía popular de Esmeraldas para con ello, realizar viajes por pueblos remotos en donde tuvo vivencias cotidianas con la gente de la región con el fin de nutrirse de versos, narraciones, saberes acerca de instrumentos y bailes en donde pueda expresar emociones y sentimientos.
El amor a los ancestros, la tierra, el arte la convirtió en una especialista, una investigadora del más alto nivel a pesar de no haber recibido títulos en escuelas formales.
Tuvo 7 hijos, de los cuales su música sigue vigente en Alberto que a lo largo del tiempo se ha convertido en uno de los maestros de marimba más destacados de Esmeraldas por su entrega al mismo instrumento a partir de los 14 años y su hija Anita quién incursiona también en la música.

## Perspectiva individual de la raza negra
Petita define a la gente de su raza como personas de tierra caliente, fuego, alegría y amor. Explica que el concepto de “negro ocioso” viene de la incertidumbre de las personas para entender cómo es la vida en sus tierras, pues afirma que los esmeraldeños son personas fuertes, perseverantes, trabajadoras y resistentes a cualquier adversidad.

## Posta cultural en Esmeraldas
Con tenacidad y lucha contra prejuicios sociales y sentidos discriminatorios Petita ha desarrollado un trabajo clave en la reivindicación de la tradición oral de los pueblos de la provincia de Esmeraldas. Tanto así que su talento por el canto hizo posicionar al folclor esmeraldeño por todo el Ecuador y generó el impacto de temas hoy famosos, como el Andareleo Caderona vení meniate. Su hijo Alberto fue testigo de esos acontecimientos, que lo llevaron a formarse como músico ancestral y formador de los nuevos marimberos.
Petita Palma concentró a los mejores marimberos de la época, como Ecolástico Solís y Remberto Escobar para enseñar a más de 100 niños que se formaron con marimberos en la provincia.

## Música
Petita Palma es una de las precursoras dentro de la marimba esmeraldeña, un tipo de música propia de la cultura afroecuatoriana del cantón San Lorenzo en la provincia de Esmeraldas, Ecuador. Sus primeras melodías fueron de la mano junto con 3 guitarristas, haciendo música con las manos, su voz, palos e incluso piedras. Su primer canto fue “El Bambuco”, acompañado de una danza, este género musical tiene una historia por contar.
Sus canciones representan a las leyedas y tradiciones de su cultura. “Andarele” es su canción más famosa por la que se dio a conocer a un nivel internacional.
El "Andarele" es otra de sus obras conocidas, con bailes ancestrales propios de la cultura afroecuatoriana. Esta canción narra una leyenda de la parroquia de Montalvo en Ecuador. La gente al escucharla perdía la noción del tiempo ya que solo quería pasar bailando toda la noche, por lo que uno de los músicos dijo “esto se volvió un andarele” y de allí provino su nombre. La palabra andarele se repitió tantas veces hasta convertirse en una canción.
Andarele es un término propio de la provincia de Esmeraldas, a pesar de que esta palabra no consta en ningún diccionario de la lengua española, su significado es “vámonos”.
En 1969, Petita Palma creó la primera escuela de marimba donde enseñaba a jóvenes y adultos a cómo crear música tradicional esmeraldeña resaltando características propias de su cultura, y de esta manera compartirlas con el mundo.
La Tunda, El Riviel, La Gualgura y El Duende son relatos de la cultura afroecuatoriana que han sido transformados en canciones con el fin de transmitir la historia y la cultura de los pueblos esmeraldeños. Canciones que son interpretadas mediante el uso de pedazos de palos, piedras, guitarras, bombos, cununos, maracas, las palmas de las manos y su tarareo. Instrumentos que son característicos de la cultura afroecuatoriana .

## Principales cantos
- Arrullo para los santos[4]
- Los chigualos en luna llena[4]
- Los alabaos para los muertos[4]

## Trayectoria
Palma inicia en 1946 cuando llegó al norte de Esmeraldas donde se enfocó en la creación y organización de las escuelas de marimba, hasta conformar 13 agrupaciones, así como, la agrupación Jolgorio Internacional, con 48 años de trayectoria, debido al nacimiento de sus primeros miembros en dicha agrupación.

## Proyecto
Junto a su hijo Alberto Castillo, músico percusionista, se encarga de la elaboración del proyecto denominado Memoria de mis ancestros, con enfoque a la enseñanza del folclor.
En seis meses se prevé enseñar danza, canto ancestral y percusión, con los maestros del grupo tierra caliente, encargados de la formación de 120 niños.
La cantora esmeraldeña puso a disposición seis meses de su pensión vitalicia, a fin de financiar dicha actividad para que posteriormente sea el Ministerio de Cultura y Patrimonio de Ecuador quien continúe el proyecto.

## Reconocimientos
Petita creó su primera escuela de marimba en 1969 con la finalidad de transmitir su música, cultura y tradiciones a las siguientes generaciones.
En 1972, Petita Palma fundó su grupo de música y marimba llamado “Tierra Caliente”, el cual fue reconocido en toda América. Viajaron y fueron invitados  a la Universidad de Harvard por su importancia, para la preservación de la cultura.
La embajada posee una sala de prensa para el uso exclusivo de periodistas que tratan sobre temas internacionales y africanos, también muestra una foto de la artista y parte de su avance en el rescate de la música ancestral.
El 9 de agosto de 2007 fue reconocida por el Gobierno Nacional del Ecuador, el cual le entregó el Premio “Eugenio Espejo” en el Palacio de Carondelet, debido a esto recibe una pensión vitalicia. En septiembre de 2016, la embajada de Ecuador en Nigeria dio un reconocimiento a la cantora, por los 60 años empleados en el desarrollo de las nuevas generaciones en temas culturales.